# Misanthropic
Misanthropic EP je švedskog death metal sastava Dismember. Diskografska kuća Nuclear Blast Records objavila ga je 20. lipnja 1997.

## Popis pjesama
| 1.    | »Misanthropic«                     | Matti Kärki, Fred Estby | Richard Cabeza                           | 2:58 |
| 2.    | »Pagan Saviour« (obrada Autopsyja) | Chris Reifert           | Reifert                                  | 3:53 |
| 3.    | »Shadowlands«                      | Kärki                   | David Blomqvist, Robert Sennebäck, Estby | 3:30 |
| 4.    | »Afterimage«                       | Estby                   | Estby                                    | 4:32 |
| 5.    | »Shapeshifter«                     | Kärki                   | Blomqvist                                | 4:39 |
| 19:32 |                                    |                         |                                          |      |

## Zasluge
Dismember
- Matti Kärki – vokal
- David Blomqvist – solo gitara
- Robert Sennebäck – ritam gitara
- Richard Cabeza – bas-gitara
- Fred Estby – bubnjevi, produkcija, inženjer zvuka, miks

Ostalo osoblje
- Tomas Skogsberg – inženjer zvuka (bubnjeve)
- Anders Lindström – snimanje (bubnjeve)
- Peter In de Betou – mastering